# James Maloney (homme politique)
Pour les articles homonymes, voir James Maloney et Maloney.
James Maloney, né le 16 juillet 1964 à Fort William (Thunder Bay) en Ontario, est un avocat et homme politique canadien. Il est député de la circonscription d'Etobicoke—Lakeshore à la Chambre des communes du Canada depuis les élections fédérales de 2015 sous la bannière du Parti libéral du Canada.

## Biographie
Né le 16 juillet 1964 à Fort William (Thunder Bay) en Ontario, James Maloney détient un baccalauréat ès arts de l'Université Bishop's de Lennoxville, au Québec, ainsi que d'un baccalauréat en droit de l'université du pays de Galles et de l'Université de Windsor.
En juillet 2014, James Maloney est nommé conseiller d'Etobicoke-Lakeshore (quartier 5) par le conseil municipal de Toronto (en) pour remplacer Peter Milczyn (en), élu député provincial à l'Assemblée législative de l'Ontario. Il conserve le poste jusqu'à l'année suivante où il se présente comme candidat du Parti libéral du Canada dans la circonscription d'Etobicoke—Lakeshore lors des élections fédérales d'octobre 2015. Il remporte l'élection dans sa circonscription et devient député à la Chambre des communes.
Il est réélu en 2019, 2021 et 2025.